# Арвидссон, Пер-Улоф
Пер-Улоф Арвидссон (швед. Per-Olof Arvidsson; 18 декабря 1864, Карлскруна — 30 августа 1947, Стокгольм) — шведский стрелок, чемпион и призёр летних Олимпийских игр.
Арвидссон дважды участвовал в Олимпийских играх. На первых из них летних Олимпийских играх 1908 в Лондоне он соревновался стрельбе из винтовки на 300 метров и стал вторым среди команд и 12-м среди отдельных спортсменов. В стрельбе из армейской винтовки среди команд он стал пятым.
На следующих Олимпийских играх 1912 в Стокгольме Арвидссон стал чемпионом в командной стрельбе по движущейся мишени одиночными выстрелами. В индивидуальной стрельбе одиночными и двойными выстрелами он стал 26-м и 5-м соответственно. Также он занял 18-е и 48-е места в стрельбе из армейской и произвольной винтовой с трёх позиций.